# Catmon
Catmon is een gemeente in de Filipijnse provincie Cebu. Bij de census van 2015 telde de gemeente ruim 30 duizend inwoners.

## Geografie

### Bestuurlijke indeling
Catmon is onderverdeeld in de volgende 20 barangays:
| - Agsuwao - Amancion - Anapog - Bactas - Bongyas - Basak - Binongkalan - Cabungaan - Cambangkaya - Can-ibuang | - Catmondaan - Duyan - Ginabucan - Macaas - Panalipan - Tabili - Tinabyonan - San Jose (Catadman) - Corazon - Flores |

## Demografie
Catmon had bij de census van 2015 een inwoneraantal van 30.471 mensen. Dit waren 2.151 mensen (7,6%) meer dan bij de vorige census van 2010. Ten opzichte van de census van 2000 was het aantal inwoners gegroeid met 5.388 mensen (21,5%). De gemiddelde jaarlijkse groei in die periode kwam daarmee uit op 1,28%, hetgeen lager was dan het landelijk jaarlijks gemiddelde over deze periode (1,72%).

De bevolkingsdichtheid van Catmon was ten tijde van de laatste census, met 30.471 inwoners op 109,64 km², 277,9 mensen per km².